# Before Their Eyes
Before Their Eyes es una banda de post-hardcore, proveniente de Ohio, Estados Unidos. Actualmente tienen firma con Rise Records.
Fundada por el guitarrista, James Nahorny y el vocalista Nicholas Moore, el nombre de la banda fue tomado del verso Romanos 3:18 del nuevo Testamento: "No hay miedo de Dios ante sus ojos."
Su segundo álbum, "The Dawn of My Death", fue lanzado el 28 de octubre de 2008 y llegó al número 9 en "Billboard Heatseekers".
Su tercer álbum "Untouchable", se lanzó el 16 de marzo de 2010. Llegó a la posición número 22 de "Billboard Heatseekers".
Luego de este álbum, el guitarrista Landon Tewers se fue de la banda para enfocarse en su otra banda de Metal-Core "The Plot In You". Simultáneamente, Nick Moore también dividió su camino de la banda debido a que su prometida dio a luz a su primer hijo. Con Anthony Damschroder y Jarrett Hottman siendo los únicos dos miembros, a fines de 2010, se tomaron un receso.
La banda se reformó en 2011 y comenzaron a escribir su cuarto álbum de estudio "Redemption". El mismo, fue lanzado el 26 de marzo de 2012 a través de Rise Records y llegó al número 29 de "Billboard Heatseekers" y número 30 en "Billboard Top Christians Albums".
Su quinto álbum "Midwest Modesty", fue lanzado el 18 de diciembre de 2015. Fue coescrito y producido por Craig Owens (Exvocalista de la banda Chiodos).
La banda, además, formó parte de muchos festivales. Estuvieron en el "Vans Warped Tour 2011". También en el "Spring Break Your Heart Tour", con Forever The Sickest Kids, Tonight Alive, We Are The In Crowd y Breathe Carolina. Tocaron en "The Bangover Tour" con Blessthefall, "Shipwreck in the sand" e hicieron otro tour con Silverstein, Norma Jean y Blessthefall. Tuvieron su actuación en "Coaxial Flutter Tour" junto a Saosin. Sumaron otros tours como "The Hot N' Heavy Tour" con Drop Dead, Gorgeous, y He Is Legend. "The Artery Across The Nation Tour" con A Skylit Drive y Four Letter Lie. "The Black on Black Tour" con Escape The Fate. "Scream the Prayer Tour" en 2008 con Here I Come Falling, y Agraceful y el tour "One Moment Management" con Eyes Set to Kill, Ice Nine Kills, I See Stars, Oceana, y LoveHateHero.

## Historia

### Inicios
La banda ha hecho giras alrededor de USA con la Artery Foundation "Across The Nation Tour" con otras bandas como A Skylit Drive y Four Letter Lie, también han tocado con otras bandas como Memphis May Fire, Blinded Black, Dance Gavin Dance, Oh, Sleeper, The Hottness y Alesana. Ellos también aparecieron en el "Black on Black Tour" con Escape the Fate, Blessthefall, LoveHateHero, y Dance Gavin Dance. La banda tocó en el 2009 en el Scream The Prayer Tour con Here I Come Falling, Agraceful, Akissforjersey, Blessed by a Broken Heart y Impending Doom. Tocaron también en el "One Moment Management Tour" con Eyes Set to Kill, LoveHateHero, Oceana, I See Stars, y Ice Nine Kills. 

### The Dawn of My Death
Su segundo álbum, The Dawn of My Death , fue lanzado el 28 de octubre de 2008. El álbum alcanzó el puesto #10 en el ranking de Billboard Heatseekers. Durante el 2009 la banda ha tocó en el "The Hot N' Heavy Tour" con Drop Dead, Gorgeous, He Is Legend, y Eyes Set to Kill. A finales del 2009 la banda anunció que empezarían a grabar su tercero álbum.

### Untouchable
Su tercer álbum de estudio será publicado el 9 de marzo de 2010. En su MySpace han colgado dos canciones que irán incluidas en el álbum.

### Redemption
Es el cuarto álbum de la banda, el cual saldrá a la venta en las desquerías el 27 de marzo. La banda ya sacó un video de la canción "Lies".
Before Their Eyes afirmó en Facebook que la primera canción será la correspondiente a ese video.

### Midway Modesty
Será el quinto álbum de la banda. Fue lanzado el 18 de diciembre de 2015.
El 18 de junio del mismo año, compartieron una de las canciones que vendrán en el disco: Anything's Possible in New Jersey.

## Integrantes

### Miembros actuales
- Nick Moore - voz líder, teclados, piano, guitarra adicional (2006–2010, 2010-presente)
- Anthony Damschroder - bajo, coros (2006-presente)
- Jordan Disorbo - guitarra líder, coros (2010-presente) (actual guitarrista de Glasslands y exguitarrista de Settle the Sky)
- Jarrett Hottman - batería, percusión (2006–2011, 2013-presente)

### Exmiembros
- James Nahorny - guitarra rítmica (2006)
- Brandon Howard - bajo (2006)
- Nathan Warren - bajo (2006)
- Cory Ridenour - guitarra rítmica (2006–2007)
- Brenden Zapp - guitarra líder, coros (2006–2008)
- James Arnold - voz líder, teclados, piano (2010)
- Elliott Gruenberg - guitarra líder, coros (2009–2010) (actualmente en Blessthefall, antiguamente de Settle the Sky)
- Landon Tewers - guitarra rítmica, voz gutural, coros (2008–2010) (actualmente en The Plot in You)
- Evan McKeever - guitarra rímica, coros (2010–2011)
- Zach Baird - batería (2012–2013)
- J. Hughes - batería, percusión (2009–2011)
- Brandon Rosiar - guitarra rítmica (2011-presente)

## Discografía
- Before Their Eyes (2007)
- The Dawn Of My Death (2008)
- Untouchable (2010)
- Redemption (2012)
- Midwest Modesty (2015)

## Sencillos y vídeos
- City In A Snow Globe (2007)
- Life Was All A Dream (2008)
- Sing To Me (2010)
- Rick vs. Nick (2010)
- Lies (2012)